# Kaimganj
Kaimganj es  una ciudad y municipio situado en el distrito de Farrukhabad en el estado de Uttar Pradesh (India). Su población es de 34384 habitantes (2011). 

## Demografía
Según el  censo de 2011 la población de Kaimganj era de 34384 habitantes, de los cuales 18135 eran hombres y 16249 eran mujeres. Kaimganj tiene una tasa media de alfabetización del 77,92%, superior a la media estatal del 67,68%: la alfabetización masculina es del 82,57%, y la alfabetización femenina del 72,74%.